# Districte de Shwegyin
El districte de Shwegyin o Shwe-gyin (o Shwe-Gyin) fou una divisió administrativa de la divisió de Tenasserim a Birmània, a la Baixa Birmània, sota domini britànic, formada per la vall del riu Sittaung. Tenia una superfície de 14.419 km² i una població el 1881 de 171.144 habitants. Limitava al nord amb el districte de Taung-ngu, a l'est amb les muntanyes Paunglaung i la comarca de les muntanyes Salween, al sud amb el districte d'Amherst i a l'oest amb les muntanyes Pegu Yoma. Al final de la segona Guerra Anglo-birmana el districte va incloure les muntanyes Salween i la subdivisió de Thatoon del districte d'Amherst, i fou anomenat inicialment província de Martaban i després districte de Martaban; el 1864-1865 Martaban fou unida al districte d'Amherst i el districte va agafar el nom de Shwe-gyin. El 1872 la subdivisió de Yun-za-lin va formar una jurisdicció separada anomenada Salween Hill Tracts i petites modificacions territorials es van fer posteriorment. La baixada de la població entre 1881 i 1891 va provocar la supressió del districte el 1895, que fou agregat al districte de Taungoo. La capital era la ciutat de Shwe-gyin.

## Geografia
La part nord del districte era muntanyosa però la part est i oest era descendent cap a la vall del Sittaung entre les muntanyes Pegu Yoma a l'oest i les muntanyes Paunglaung a l'est. Els rius principals eren el Sittaung (anomenat també Taung-ngu i Paung-laung) i el Bi-lin o Dun-wu. Els afluents del Sittaung eren el Kun, el Ye-nwe, el Youk-thwa, el Mun i el Shwe-gyin. Hi havia cinc llacs: Tun-daw, Sa-win, Mwe-din, Mi-chaung-gaung i Nga-thwe-zut.

## Població
La població el 1872 era de 129.485 habitants i el 1881 de 171.144 habitants. Hi havia 1 ciutat i 558 pobles. 158.000 habitants eren budistes, 1000 musulmans, 1000 cristians i animistes 10.000. Per ètnies els karens eren 52.000, els birmans 80.000, els mons 22.000, els pa-os o taunghtus 6.000, els xans 8.000, els indis 2.000, els xinesos 300 i els europeus 54. L'única ciutat de més de cinc mil habitants era la capital Shwe-gyin, fundada al segle xviii amb 7.519 habitants el 1881; altres viles eren Kyaik-to, al peu de les muntanyes Paung-laung, Bi-lin, fundada el 1824, Sittaung, que dataria de l'any 588, Win-ba-daw, Kyauk-gyi, Mun, Thu-yeh-tha-mi, Pu-zun-myaung, Nyaung-le-bin, i altres. El 68,5% de la població vivia de l'agricultura.

## Administració
Estava dividit en quatre townships: 
- Sittaung
- Bi-lin
- Kyauk-gyi
- Shwe-gyin.

## Història
Després de la conquesta britànica el 1853 el territori va romandre agitat. Min-laung estava revoltat a Yun-za-lin; un thugyi xan que estava presoner, es va escapar i es va posar del costat de Min-laung. L'oficial natiu del districte va morir en combat però es va enviar un destacament contra els rebels que foren dispersats. La força de policia que es va instal·lar a la zona era el 1881 de 356 oficials i agents.

## Township de Shwegyin
El township de Shwe-gyin s'estenia pels dos costats del riu Sittaung i limitava al nord amb el districte de Taung-ngu, a l'est amb les muntanyes Paung-laung, al sud amb Pegu (Bago) i a l'oest amb els districtes de Tharawadi i Prome. La població era de 58.255 km² el 1881.

## Riu de Shwegyin
El riu de Shwegyin era un dels principals del districte i del township; neix a les muntanyes al nord-est de la ciutat i desaigua al riu Sittaung a la vora de la ciutat de Shwegyin. Prop de la ciutat de Shwe-gyin rep el Ma-da-ma des del sud.